# Empalme
Empalme este un municipiu în statul Sonora în nord-vestul Mexicului.